# Кузькін (село)
Кузькін (рос. Кузькин) — село у Кіквідзенському районі Волгоградської області Російської Федерації.
Населення становить 110 осіб. Входить до складу муніципального утворення Калачевське сільське поселення.

## Історія
Село розташоване у межах українського історичного та культурного регіону Жовтий Клин.
Згідно із законом від 10 грудня 2004 року № 967-ОД органом місцевого самоврядування є Калачевське сільське поселення.

## Населення
| 2010 |
| ---- |
| 110  |